# 二ッ森 (八幡平市・鹿角市)

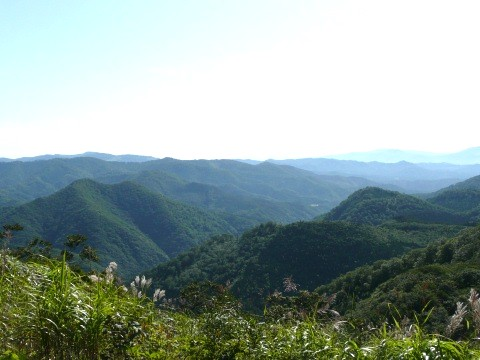
二ッ森（左）と大森（右）

二ッ森（ふたつもり）は、岩手県八幡平市と秋田県鹿角市との境界に位置する山である。

## 概要
標高739.9m。瀬ノ沢川（米代川水系）流域の左岸にある。
瀬ノ沢川の左岸にあるこの山と、右岸の大森を結ぶ線が県境になっている。
また、この県境から上流（秋田県側）には、かつて花輪鉱山があり、主として銅鉱石を採掘して栄えたが今は廃鉱になっている。
さらに上流にはかつて細地鉱山があり、同じく銅鉱石を採掘していた。

## 近くの山
- 大森